# 알리제 존슨
알리제 존슨(Alize Johnson, 본명: Alize DeShawn Johnson, 1996년 4월 22일 ~ )은 B.리그의 가와사키 브레이브 선더스의 미국 프로 농구 선수이다. 미주리 밸리 콘퍼런스의 미주리 스테이트 베어스에서 대학 농구를 했다.
존슨은 2018년 NBA 드래프트 2라운드 전체 50순위로 인디애나 페이서스에 지명됐다.

## 프로 경력
- 인디애나 페이서스 (2018-2020)
- 랩터스 905 (2021)
- 브루클린 네츠 (2021)
- 시카고 불스 (2021)
- 워싱턴 위저즈(2021~2022)
- 뉴올리언스 펠리컨스 (2022)
- 오스틴 / 샌안토니오 스퍼스(2022-2023)
- 위스콘신 허드 (2023)
- 전주 KCC 이지스(2023~2024)
- 아틀레티코스 데 산 게르만 (2024)
- 가와사키 브레이브 썬더스(2024~현재)